# 第15輜重大隊 (フランス軍)
第15輜重大隊（だいじゅうごしちょうだいたい、15e Bataillon du Train：15e BT）は、オート＝ヴィエンヌ県リモージュに駐屯する、CFAT隷下のフランス陸軍の後方支援大隊である。
兵種は各種、伝統的区分は輜重兵である。

## 沿革
- 1812年：第15戦列馬車大隊が編制される。
- 1875年：チュニジアにて第15輜重隊として編成。マダガスカルや中国等に派遣される。
- 1977年：第15指揮支援連隊が編成される。
- 1980年：輜重任務を引き継ぐ。
- 1994年：第15輜重連隊となる。
- 2000年：第15輜重大隊に改編される。

## 最新の部隊編成
- 大隊本部
- 人事財産管理科
- 社会的情報・法務管理科
- 隊員家族支援科

### 定員
総員約240名からなり、将校17名、4つの科室に女性下士官56名、107名の軍属の内14名の女性技官、他に56名の軍属、61名の軍属の内24名の女性事務官、5つの予備科室がある。

## 大隊の任務
- 大隊は、各連隊の本部管理中隊を支援及び駐屯地間の備品等の移動に関わる諸業務に携わる。
- 大隊はリモージュ駐屯地にあり、第3旅団本部管理中隊の支援に当たっている。

## 主要装備
- GIAT BM92-G1
- FA-MAS
- P4
- TRM 2000
- TRM 10000